# N.R.M.
N.R.M., Niezaléžnaja Respúblika Mrója (біл. Незале́жная Рэспу́бліка Мро́я, укр. Незалежна Республіка Мрія) — білоруський рок-гурт, один із найпопулярніших у країні, заснований 1994 року учасниками гурту «Мроя» (укр. Мрія). Творчість гурту є своєрідним символом протесту проти нинішнього режиму в Білорусі (зокрема й тому, що у 2006—2009 роках музикантам було заборонено проводити концерти на батьківщині).

## Історія
Гурт було створено на базі гурту «Мроя» в 1994 році. Зміна назви пов'язана з бажанням відійти від стереотипів, пов'язаних із «Мроєю». «N.R.M.» почали грати на новому рівні. Перший виступ відбувся на альтернативній музичній акції Білорусі — «Рок-коронація» (яка теж проводилась вперше).
Першій успіх у альтернативній тусовці до них прийшов у 1996 році, з виходом їх другого альбому «Odzirydzidzina». Пісня «Партызанская» стала справжнім хітом — піснею з якою тривалий час асоціювався гурт.
Альбом «Pašpart hramadzianina N.R.M.» (1998) став вершиною праці гурту. Пісні з нього (особливо «Peśnia pra kachańnie» і «Pavietrany šar») стали справді культовими серед анти-авторитарно орієнтованої молоді. На ці пісні були зняти кліпи, які активно крутили по Центральному телебаченню Білорусі — у передачі «Кліп-обойма». Також цей альбом став першим виданним на CD.
Альбом «Try čarapachi» (2000) пов'язаний із переходом гурту на якісно нову музичну ступінь. Музика стала більш тяжкою, тексти — більш глибокими і актуальними. Однією з найбільш хітових пісень «N.R.M.» стала пісня «Try čarapachi». Був проведенний тур по Білорусі, по мотивам якого, на офіційному сайті гурту, з'явилося Home Video. У тому ж році музиканти, за творчі здобутки, отримали «Рок-корону століття» на акції «Рок-коронація 2000».
З 2000 року учасники гурту стали приділяти більше свого часу на роботу в інших музичних проектах. У 2003 році гурт потрапив до «чорного списку» міністерства культури Республіки Білорусь. Вони не з'являлись на телебаченні, їх пісні перестали транслювати по радіо. Також було заборонено давати концерти на території Білорусі. Тим не менш, вони знаходили можливість виїжджати за межі країни і давати концерти в ЄС (в першу чергу у Польщі).
У Швеції, Німеччині, Франції люди приходять подивитись, що це за диво таке — рокери з країни, яку тамтешня преса називає «остання диктатура Європи».

Того ж року був виданий триб'ют Viza Незалежнай Рэспублікі Мроя. Над його створенням працював відомий білоруський продюсер Віталій Супранович. Серед артистів, які заспівали пісні N.R.M. — був дуже популярний у СНД, на початку 2000-х, дівочий поп-гурт «Краски». Цікаво, що це був єдиний випадок коли цей гурт заспівав білоруською.
У 2004 році мінський журналіст Дмитро Безкоровайний, запропонував музикантам видати збірку найкращих пісень колективу — своєрідний «THE BEST OF». Трек-лист цієї збірки сформували прихильники колективу, шляхом голосування на офіційному сайті N.R.M. Також були записані дві нові пісні: Рок-н-ролл не уратуе та 10. У кінці того року, вони приїхали до України та виступили на Майдані.
Наприкінці 2006-го, для вільного звантаження в інтернеті, була викладена нова пісня «Hadziučnik» на яку, трохи згодом, був знятий кліп. У ньому можна побачити мітинги, якими супроводжувались вибори президента Білорусі навесні 2006 року.
2007 року було видано шостий студійний альбом гурту «06». Він був записаний, за словами Лявона Вольського, під впливом політичних подій весни 2006. Альбом «06» складається з пісень різних стилів і відрізняється тим, що при записі були використані нові для гурту інструменти — віолончель, мандоліна, клавішні. Презентація відбулася 8-го червня у мінському офісі БНФ. На пісню «Miensk i Minsk» також був знятий кліп. У грудні 2007 музиканти «N.R.M.» разом зі своїми колегами з гуртів Палац, Крама, Нейро Дюбель зустрілись з чиновниками.
Незважаючи на вихід нової платівки та поліпшення відносин з можновладцями, запланованих турів по своїй країні N.R.M. не роблять, обмежуючись регулярними виступами на фестивалі «Басовище» та випадковими концертами у столиці.
У 2008 році гурт зіграв на міжнародному фестивалі «Be2gether» у Литві, розділивши сцену з такими гуртами як Groove Armada, Zdob şi Zdub, Clan of Xymox, Infected Mushroom та ін.
У 2009 році концертна діяльність гурту майже зійшла нанівець. Вольський займався сольною творчістю та іншими окремими проектами. Лише 17 грудня був даний акустичний концерт у КЗ «Мінськ». Був аншлаг.
У лютому 2010-го в інтернеті на порталі TUT.BY з'явилася можливість звантажити нову пісню «Палітыка-паралітыка». Цю подію було відмічено аншлаговим виступом 10 лютого, у мінському клубі «Реактор».
Згодом з'явився анонс, про виступ гурту на щорічній премії Рок-коронація (лютий 2011-го). Незадовго до цього заходу, наче грім серед ясного неба, став оприлюднений офіційний прес-реліз колективу — в якому було повідомлено про вихід зі складу фронтмена Лявона Вольського. На Рок-коронації «N.R.M.» виступили втрьох..

## Дискографія

### Альбоми
- 1995 — «ŁaŁaŁaŁa»
- 1996 — «Odzirydzidzina»
- 1998 — «Pašpart hramadzianina N.R.M.»
- 2000 — «Try čarapachi»
- 2002 — «Dom kultury»
- 2007 — «06»
- 2013 — «Д.П.Б.Ч.»

### Збірки
- 1997 — «Made in N.R.M.»
- 1999 — «Akustyčnyja kancerty kanca XX stahodździa»
- 2004 — «Spravazdača 1994—2004»

### Сингл
- 2000 — «Samotnik»

### Триб'ют
- 2003 — «Viza Незалежнай Рэспублікі Мроя»

## Склад
Поточні учасники
- Піт Павлов: гітара, вокал
- Юрась Левков: бас-гітара, бек-вокал
- Олег Демидович: барабани, бек-вокал

Колишній учасник
- Лявон Вольський: гітара, вокал

## Сайд-проекти
- Крамбамбуля: Лявон Вольський
- Zet: Лявон Вольський
- Volski: Лявон Вольський
- Garadzkija[pl]: Піт Павлов
- Pete-Paff: Піт Павлов

## Виноски
1. ↑  Інтерв'ю з Вольским. Архів оригіналу за 7 березня 2016. Процитовано 4 червня 2010.
2. ↑  Климов, Олег; Шаруба, Сергей (2004). Убить N.R.M., или К неутешительным итогам музыкального года. Музыкальная газета (рос.) (4). Архів оригіналу за 11 вересня 2020. Процитовано 11 вересня 2020.
3. ↑  «Запреты растят оппозицию» [Архівовано 16 вересня 2009 у Wayback Machine.] Лявон Вольскі січень, 2008 року.
4. ↑  Лявон Вольскі: «Выступ перад 500 тысячамі на Майдане запомніўся на ўсё жыццё» [Архівовано 28 грудня 2011 у Wayback Machine.] Experty.by[be-x-old]
5. ↑  Новина на офіційному сайті колективу [Архівовано 17 вересня 2007 у Wayback Machine.] (Перевірено: 4 червня 2010)
6. ↑  «НейроДюбель», N.R.M., «Крама», «Палац»: жизнь после визита в Администрацию [Архівовано 23 вересня 2008 у Wayback Machine.] 22.04.2008, Naviny.by
7. ↑  Світлини з виступу колективу [Архівовано 15 вересня 2009 у Wayback Machine.] (Перевірено: 4 червня 2010)
8. ↑  Репортаж з концерту. Офіційний канал газети «Наша Ніва» на порталі Youtube.com (Перевірено: 4 червня 2010)
9. ↑  Новая песня НРМ — «Палітыка-паралітыка»[недоступне посилання з червня 2019] (Перевірено: 4 червня 2010)
10. ↑  «N.R.M.» перапоўніў «Рэактар» (+фота). Архів оригіналу за 20 січня 2011. Процитовано 23 червня 2010.
11. ↑  сыгралі першы канцэрт без Вольскага. Архів оригіналу за 17 жовтня 2011. Процитовано 10 жовтня 2011.
12. ↑  Усе інтрыгі Рок-каранацыі ў адной — Generation.by. 10 лютого 2011. Архів оригіналу за 25 червня 2013. Процитовано 10 жовтня 2011.